# 皮克科斯
皮克科斯（法語：Piquecos，法語發音：[pikəkɔs]）是法国奧克西塔尼大區塔恩-加龙省的一个市镇，属于蒙托邦区。

## 地理
皮克科斯（44°5'57"N, 1°19'15"E）面积7.79 平方千米，位于法国奧克西塔尼大區塔恩-加龙省，该省份为法国西南部内陆省份，北起顺时针与洛特省、阿韦龙省、塔恩省、上加龙省、热尔省和洛特-加龙省接壤。
与皮克科斯接壤的市镇（或旧市镇、城区）包括：洛诺尔德科斯、拉弗朗赛斯、蒙塔斯特吕克、蒙托邦、皮科尔内、维勒马德。
皮克科斯的时区为UTC+01:00、UTC+02:00（夏令时）。

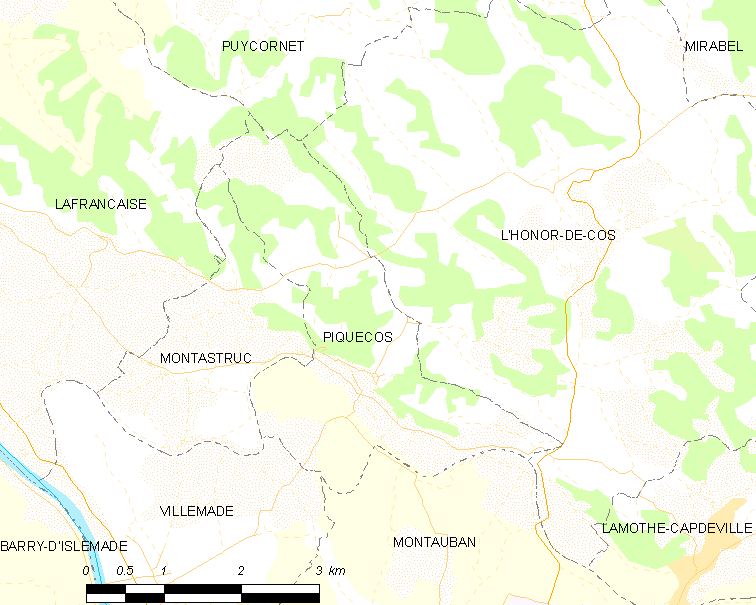
皮克科斯的OSM定位图

## 行政
皮克科斯的邮政编码为82130，INSEE市镇编码为82140。

## 政治
皮克科斯所属的省级选区为凯尔西-阿韦龙县。

## 人口

1962-2008年间皮克科斯人口变化图示

皮克科斯于2022年1月1日时的人口数量为455人。